# Јован Мишковић
Јован Мишковић (Неготин, 6/18. јул 1844 — Београд, 20. октобар/2. новембар 1908) био је српски генерал, политичар, војни теоретичар, публициста и академик. Мишковић је био генерал српске војске, председник Српске краљевске академије. Био је и други васпитач краља Александра Обреновића до његовог самопроглашења пунолетства.
Један је од малобројних људи који је јавно подржао одлуку краља Александра Обреновића да се ожени са Драгом Машин, рекавши да му је Александар попут сина, па да не би могао да се противи његовој одлуци.

## Биографија
Рођен је у Неготину 1844. године, а 1865. завршио београдску Артиљеријску школу. За вријеме Српско-турског рата 1876—1877. командује Чачанском, а потом Ужичком бригадом. Након тога је командант Књажевачке војске. У идућем Српско-турском рату, 1877—1878. начелник је Оперативног одјељења Врховне команде и Штаба Тимочког кора.
Министар војни је од 1878. до 1880, увео је нову формацију и извео делимичну реорганизацију српске војске. Од 1883. до 1885. начелник је штаба активне војске.
У Српско-бугарском рату 1885. командант је Дринске дивизије и с њом учествује у бици на Сливници и борбама око Пирота. На захтев краља Милана Обреновића постаје министар војни и добија задатак да обави темељне реформе у српској војсци.
Поново је начелник Главног ђенералштаба од 1888. до 1890.
Био је редовни члан Српског ученог друштва (Одбора за науке јестаственичке и математичке) од 2. VI 1875, прави члан Српске академије наука (Академије друштвених наука) од 28. XII 1892. Председник СКА од 16. IV 1900. до 1. II 1903. [ван функције: 2. XII 1902 — 1. II 1903]. Секретар Академије друштвених наука СКА од 22. II 1906. до 22. II 1908. Био је и члан Српског археолошког друштва од његовог оснивања 1883. године, као и почасни члан Српског лекарског друштва од 1873.
Био је сарадник Војина, оснивач часописа Ратник. Обављао је дужности председника Српског црвеног крста и Стрељачког савеза.
Систематски је радио на сакупљању топоними и хидронима по читавој Србији. Такође је сакупљао и записивао народне загонетке. Његови радови дају значајне податке о географији, историји, етнографији, карактерологији, археологије Србије.
Током радне каријере важио је за веома вредног човека, родољуба, активисту и часног официра.

## Дјела
Пропутовао је целу Србију и дао описе многих области.
Године 1895. са супругом је пропутовао Боку которску и Јадран о чему је оставио кратке дневничке записе. Мишковић пише за Херцег Нови да је најсрбастији град, па Рисан и да су у Херцег Новом све дућанске рекламе исписане ћирилицом.
Свакој теми је прилазио мултидисциплинарно, па се његова дела тешко могу сместити у само једну научну област. Написао је много чланака из историје ратова, тактике и географије од којих су важнији:
Грађа за новију историју Србије (1880), Из ратовања Срба са Турцима (1882, 1883), Српска војска и војевање за време устанка од 1804—1815. године (1895).
Објавио је и више књижевних дјела:
Из војне географије:
- Путовање по Србији (1874)
- Хидрографија независне кнежевине Србије (1880)
- Кроз Босну, Херцеговину и Боку которску (1897)
- Опис Рудничког округа, (1872)[3]

Из историје:
- Рат Србије са Турском 1877-1878 (1879)
- Косовска битка (1890)

Студије:
- Из Књажевачког округа (1881) за потребе упознавања терена војностратешког карактеара са географско-топографском сликом сматра се првим дело научноистраживачког карактера о овом крају, чији аутор није странац.[7]
- Две старе цркве у Књажевачком округу, са описима цркве манастира Свете Тројице и цркве у Доњој Каменици, објављена у Старинар српског археолошког друштва[7]
- Неки стари градови и њихове околине у Краљевини Србији, са посебним акцентом на Равну и Кожељ, објављена у Старинару српског археолошког друштва[7]
- Топографски речник Јагодинског округа (1885), објављену и Гласнику српског ученог друштва 61[8]
- Кратки опис Јагодинског округа (1885), објављену и Гласнику српског ученог друштва 64[9]

## Одликовања

### Домаћа одликовања
- Орден Милоша Великог 1. реда
- Орден белог орла 3, 4. и 5. реда
- Орден таковског крста 1. и 2. реда
- Орден таковског крста са мачевима 2. и 3. реда
- Орден Светог Саве 1. реда
- Златна и Сребрна медаља за храброст
- Медаља за војничке врлине
- Споменица рата за ослобођење и независност 1876-1878
- Споменица на рат 1885-1886

### Страна одликовања
- Орден Франца Јосифа 1. реда, Аустроугарска
- Орден гвоздене круне 2. реда, Аустроугарска
- Орден Светог Александра 1. реда, Бугарска
- Орден Светог Станислава са звездом 2. реда, Русија
- Орден Светог Станислава 3. реда, Русија
- Орден Меџедије 2. реда, Турска
- Орден легије части 3. и 4. реда, Француска
- Орден румунске звезде за мачевима 3. реда[10]